# Coilodera mearesi
Coilodera mearesi är en skalbaggsart som beskrevs av John Obadiah Westwood 1842. Coilodera mearesi ingår i släktet Coilodera och familjen Cetoniidae. Inga underarter finns listade i Catalogue of Life.